# Gleb Samoïlov
Gleb Rudolfovitch Samoïlov (en russe : Глеб Рудольфович Самойлов) est un musicien, chanteur, poète, compositeur soviétique et russe, né le 4 août 1970 dans la ville industrielle d’Asbest (oblast de Sverdlovsk, URSS).
De 1988 à 2010, Gleb Samoïlov a fait partie du groupe Agatha Christie, qui est parmi les rock bands les plus populaires de Russie dans les années 1990 (chant, guitares, basses, programmations, textes et musique).
En 2010, il crée le groupe musical Gleb Samoyloff & The Matrixx. Gleb Samoïlov est auteur des tous les textes et de la musique de ce groupe dont il est aussi frontman.

## Biographie

### Jeunesse
Dès l’âge de 8 ans, le jeune Gleb rêvait de devenir musicien de rock. Il apprend à jouer de la guitare, basses et piano (autodidacte) et fait partie d’un groupe musical amateur de son école. C’est à l'école qu’il commence à écrire les chansons dont certaines deviendront plus tard célèbres (par exemple, Seroïe nebo (Серое небо, « Ciel gris »), Sobatchie serdtse (Собачье сердце, « Cœur de chien »).
En 1987, Gleb prête ses chansons au groupe estudiantin VIA « RTF OuPI » qui a déjà sorti 3 albums amateurs – Esli (Если, « Et Si ») (1985), Golos (Голос, « Voix ») (1986) et Svet (Свет, « Lumière ») (1987). L’album suivant, Vtoroï front (Второй фронт, « Second front »), avec des chansons de Gleb Samoïlov, a été enregistré par VIA « RTF OuPI » dans le laboratoire de l’Institut polytechnique en décembre 1987 – janvier 1988 de même façon que les albums précédents et a attiré l’attention des « maîtres ». Sorti officiellement en 1997, Second front est considéré comme le premier album du groupe « Agatha Christie » dont le line up initial est formé de trois anciens membres de VIA « RTF OuPI » et Gleb Samoïlov.

### Agatha Christie
Le 20 février 1988, Gleb Samoïlov jouant aux basses participe au premier concert du groupe Agatha Christie. Un peu plus tard, il commence à chanter et devient lui aussi frontman du groupe avec son frère Vadim.
Parallèlement au groupe « Agatha Christie », Gleb Samoïlov donne des soirées artistiques où il lit ses vers, répond aux questions du public et, naturellement, chante à la guitare son propre répertoire dont il est l’auteur. Gleb Samoïlov a enregistré en solo 2 albums studio, Malenki Fritz (Маленький Фриц, « Le petit Fritz ») en 1990, et Svistoplyaska (Cвистопляска, « Charivari ») en 1994.
Avec la sortie du deuxième album, Kovarstvo i lioubov (Коварство и любовь, « Cabale et amour ») en 1989, le groupe connaît le succès. Agatha Christie prend part aux festivals du rock non seulement à Sverdlovsk, mais aussi à Moscou ; avec le groupe, Gleb Samoïlov va à Glasgow (Écosse) pour représenter le rock soviétique au festival international. En 1991, Agatha Christie a obtenu le Grand-Prix au festival des jeunes groupes européens Open du rock en France.
À partir de 1991, Gleb Samoïlov est l’auteur de la plupart des textes et de la musique du groupe.
Mais l’album suivant, Dekadans (Декаданс, « Décadence ») en 1991, n’a pas succès et ne sera apprécié qu’avec la nouvelle période de popularité. La crise financière suivant la chute de l’URSS met en question l’existence même du groupe. Gleb Samoïlov et ses copains choisissent de vivre dans la médiocrité mais ne cherchent pas d’autre travail que la musique pour gagner leur vie.
Pour l’album Pozornaïa zvezda (Позорная звезда, « Étoile infâme ») (1993), Gleb Samoïlov présente au groupe la chanson qu’il comptait chanter en solo, Kak na voïne (Как на войне, « Comme à la guerre »). Le compositeur et clavier du groupe Aleksandr Kozlov prédit la popularité de cette chanson l’ayant écouté une seule fois. Comme à la guerre est devenue la carte de visite du groupe. Une autre chanson que Gleb Samoïlov apporte au studio au dernier moment, Ia boudou tam (Я буду там, « J'y serai »), est enregistrée très vite sans aucun changement, telle qu’elle est faite par l’auteur, pour avoir le temps de l’inclure en album. Souvent, le groupe finissait ses concerts par J'y serai. En 2016, le groupe D.A.R.K. (soliste - ex-The Cranberries) a sorti l’album avec la chanson Loosen the noose répétant la mélodie de J'y serai. Gleb Samoïlov est mentionné comme co-auteur de cette composition.
Étoile infâme rend le groupe très populaire, mais c’est Opium (Опиум, « Opium ») en 1995 qui lui apporte un succès éclatant. Presque toutes les chansons deviennent hits et Opium devient l'album le plus vendu sur le territoire de l'ex-URSS. Les albums qui suivent, Ouragan (Ураган, « Ouragan ») en 1996, Tchoudessa (Чудеса, « Miracles ») en 1998, Maïn kaïf? (Майн кайф?, « Mein kif ? ») en 2000, Triller. Tchast pervaïa (Триллер. Часть 1, « Thriller. 1re partie ») en 2004 et Èpilog (Эпилог, « Épilogue ») en 2010 sont bien accueillis.
Le 10 juillet 2010 Gleb Samoïlov participe au dernier concert du groupe « Agatha Christie ».

### The Matrixx
En 2010, Gleb Samoïlov, avec deux musiciens qui jouaient dans le dernier line-up du groupe Agatha Christie, Dmitry « Snake » Khakimov et Konstantin Bekrev (remplacé par Stanislava Matveyeva en 2016), et un ancien de NAIV, Valeri Arkadine, forment le groupe « Gleb Samoïloff & The Matrixx » (en russe « Глеб Самойлoff & The Matrixx »), appelé aussi The Matrixx. À 40 ans, Gleb Samoïlov « repart de zéro » et crée un tout nouveau répertoire n'utilisant ni les chansons ni le brand Agatha Christie. Le directeur (alias batteur du groupe) Dmitry Khakimov a appelé cette démarche de « suicide commercial ». 
Le 12 mars 2010, le nouveau groupe, Gleb Samoïloff & The Matrixx, présente sa première chanson Nikto ne vyjil (Никто не выжил, « Personne n'a survécu ») à la radio. Vers la fin de l'année, The Matrixx est devenu vainqueur de la nomination « Meilleur groupe alternatif du pays » du journal le plus vendu en Russie, Moskovski Komsomolets.
Le groupe a déjà pris part aux festivals de rock les plus prestigieux dans les pays de l'ex-URSS, y compris le plus peuplé parmi ces festivals, Nachestvié, et le Great Live Music en Inde (2013). Le groupe a sorti cinq albums – Prekrasnoïe jestoko (Прекрасное жестоко, « Cruellement beau ») en 2010, Trèch (Треш, « Trash ») en 2011, Jivye, no mertvye (Живые, но мёртвые, « Vivants, mais morts ») en 2013, Reznia v Asbeste (Резня в Асбесте, « Massacre à Asbest ») en 2015, Zdravstvui!  (Здравствуй!, « Bonjour! ») en 2017 et 1 album acoustique contenant les rémixes, Light (2014).
L'album Zdravstvui! a été élu meilleur album de l'année 2017 par un vote des lecteurs du site Musecube parmi 240 albums sortis cette année.
Depuis 2015, le répertoire du groupe contient les chansons de « Agatha Christie » écrites par Gleb Samoïlov. Parallèlement au groupe The Matrixx, Gleb Samoïlov continue son projet solo. Le DVD de son concert qui a eu lieu en 2014, Ia ne izmenious! (Я не изменюсь!, « Je ne changerai pas ! »), contient les chansons du répertoire de Gleb Samoïlov, des groupes Agatha Christie et The Matrixx en version acoustique, et les chansons d'Alexandre Vertinski.
Le site officiel d' Agatha Christie autrefois dirigé personnellement par les membres du groupe fut abandonné par les musiciens et a cessé son existence en 2014. En 2015, les fans ont reconstruit le site le nommant agata.rip. Gleb Samoïlov a reconnu ce site comme officiel.
Gleb Samoïlov accorde à chacun le droit d'accès libre à sa musique, ainsi que le droit de filmer et de photographier ses concerts. Le groupe demande les fans de publier ces matériels sur ses pages officielles dans les réseaux sociaux. Tous les albums sont accessibles gratuitement sur internet sur ses ressources officiels.